# Liste der Kirchen im Bistum Hildesheim
Liste der Kirchen im Bistum Hildesheim (sortiert nach Dekanaten, Pfarreien und Orten)

## Stiftsdekanat Alfeld-Detfurth

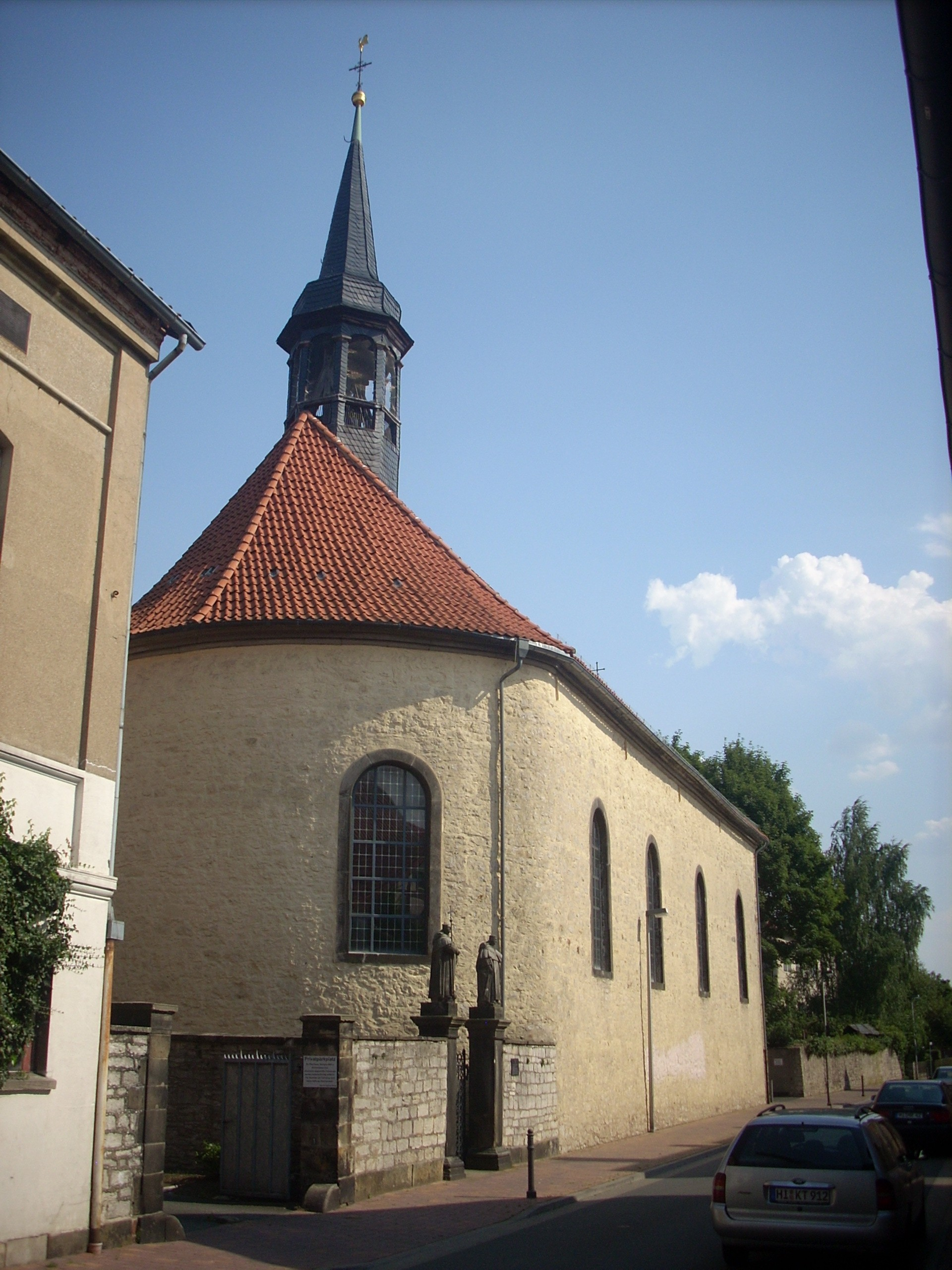
St. Josephskirche in Gronau

### Pfarrei St. Marien,Alfeld
- St. Marien, Alfeld
- St. Joseph, Delligsen
- Guter Hirt, Duingen
- Mariä Geburt, Winzenburg
- St. Bernward, Everode

### Pfarrei St. Mariä Himmelfahrt,Bad Gandersheim
- St. Mariä Himmelfahrt, Bad Gandersheim
- St. Josef, Kreiensen
- Klosterkirche St. Hadrian und Dionysius, Lamspringe

### Pfarrei St. Gallus, Bad Salzdetfurth-Detfurth
- St. Gallus, Bad Salzdetfurth-Detfurth
- Hl. Familie, Bad Salzdetfurth
- St. Laurentius, Bad Salzdetfurth-Bodenburg
- St. Cosmas und Damian, Bad Salzdetfurth-Groß Düngen
- St. Johannes Evangelist, Bad Salzdetfurth-Hockeln
- St. Bernward, Bad Salzdetfurth-Klein Düngen
- St. Johannes Enthauptung, Bad Salzdetfurth-Wesseln
- Mariä Himmelfahrt, Westfeld

### Pfarrei St. Mariä Himmelfahrt,Diekholzen
- Mariä Himmelfahrt, Diekholzen-Söhre
- St. Jakobus der Ältere, Diekholzen
- St. Nikolaus, Diekholzen-Egenstedt
- Heilig Geist, Heimstatt Röderhof, Diekholzen-Röderhof
- St. Antonius, Diekholzen-Röderhof

### Pfarrei St. Joseph,Gronau
- St. Joseph, Gronau
- St. Petrus zu den Ketten, Elze
- St. Marien, Elze-Mehle
- St. Benedikt, Lauenstein

### Pfarrei St. Hubertus,Holle-Wohldenberg
- St. Hubertus, Holle-Wohldenberg
- Unbefleckte Empfängnis Mariä, Holle-Grasdorf
- St. Andreas, Holle-Sottrum
- St. Joseph, Holle-Henneckenrode
- St. Abertus Magnus, Baddeckenstedt

### Pfarrei Maria Königin,Seesen
- Maria Königin, Seesen
- St. Michael, Seesen-Bilderlahe
- St. Clemens, Bockenem

### WallfahrtskapelleSöder
- Marienkapelle

## Stiftsdekanat Borsum-Sarstedt

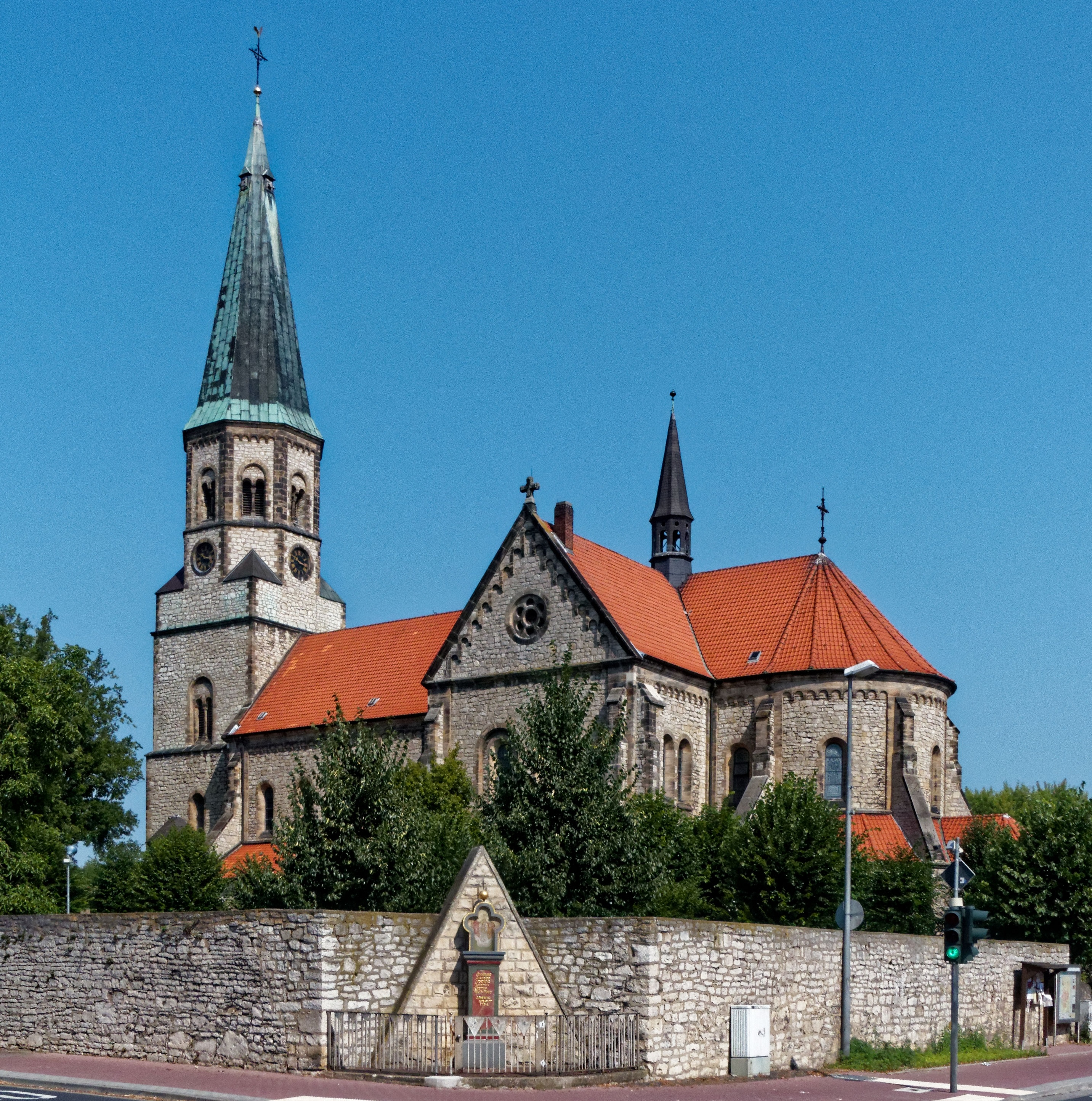
St.-Cäcilia-Kirche in Harsum

### Pfarrei St. Vitus,Giesen
- St. Vitus, Groß-Giesen
- St. Maria Mutter der Kirche, Giesen-Ahrbergen
- St. Peter und Paul, Giesen-Ahrbergen
- St. Pankratius, Giesen-Groß Förste
- St. Andreas, Giesen-Hasede
- St. Martin, Giesen-Klein Giesen
- St. Johannes Bapt., Klein Förste

### Pfarrei St. Cäcilia,Harsum
- St. Cäcilia, Harsum
- St. Matthäus, Algermissen
- St. Catharina, Harsum-Asel
- St. Mauritius, Algermissen

### Pfarrei St. Martinus, Harsum-Borsum
- St. Martinus, Harsum-Borsum
- St. Georg, Harsum-Adlum
- St. Bernward, Harsum-Hönnersum
- St. Matthias, Harsum-Hüddessum
- St. Nikolaus, Harsum-Machtsum

### Pfarrei St. Martin, Hildesheim-Achtum-Uppen
- St. Martin, Hildesheim-Achtum
- Unbefleckte Empfängnis Mariä, Hildesheim-Bavenstedt
- Unbefleckte Empfängnis, Hildesheim-Einum

### Pfarrei Heilig Geist,Sarstedt
- Heilig Geist, Sarstedt
- Hl. Dreifaltigkeit, Sarstedt-Ruthe
- St. Joseph, Burgstemmen

### Pfarrei St. Nikolaus, Schellerten-Ottbergen
- St. Nikolaus, Schellerten-Ottbergen
- St. Katharina, Schellerten-Bettmar
- St. Michael, Schellerten-Dingelbe
- St. Stephanus, Schellerten-Dinklar
- Unbefleckte Empfängnis Mariä, Schellerten-Farmsen
- St. Kosmas und Damian, Schellerten-Wöhle
- Maria vom heiligen Rosenkranz, Söhlde-Nettlingen

### Franziskanerkloster und Kreuzbergkapelle, Ottbergen
- Franziskanerkloster
- Kreuzbergkapelle, Ottbergen

## Dekanat Braunschweig

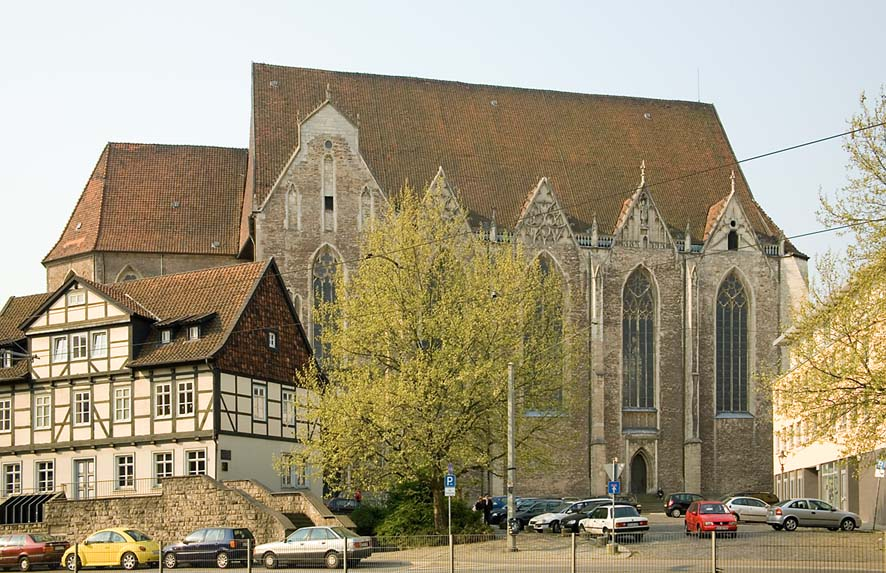
Aegidienkirche in Braunschweig

### Pfarrei Heilig Geist, Braunschweig-Lehndorf
- Heilig Geist, Braunschweig-Lehndorf
- St. Gereon, Vechelde
- St. Elisabeth, Wendeburg-Zweidorf

### Pfarrei St. Aegidien,Braunschweig
- Propsteikirche St. Aegidien, Braunschweig
- St. Christophorus, Braunschweig-Rühme
- St. Joseph, Braunschweig
- St. Laurentius, Braunschweig

### Pfarrei St. Albertus Magnus, Braunschweig
- St. Albertus Magnus, Braunschweig

### Pfarrei St. Bernward, Braunschweig
- St. Bernward, Braunschweig-Heidberg
- Hl. Dreifaltigkeit, Braunschweig-Stöckheim
- St. Hedwig, Braunschweig-Rüningen
- St. Heinrich, Braunschweig-Südstadt

### Pfarrei St. Cyriakus, Braunschweig-Weststadt
- St. Cyriakus, Braunschweig-Weststadt

### Pfarrei St. Marien, Braunschweig-Querum
- St. Marien, Braunschweig-Querum
- St. Martin, Lehre-Wendhausen
- Hl. Don Bosco, Braunschweig-Hondelage

### Pfarrei St. Bernward,Ilsede
- St. Bernward, Groß Ilsede
- St. Laurentius, Hohenhameln
- St. Marien, Lengede
- Mariä Himmelfahrt, Söhlde-Steinbrück

### Pfarrei Zu den Heiligen Engeln,Peine
- Zu den Heiligen Engeln, Peine
- St. Barbara, Peine-Telgte
- Hl. Kreuz, Peine-Dungelbeck
- St. Josef, Peine-Vöhrum
- Hl. Dreifaltigkeit, Lehrte-Hämelerwald
- Corpus Christi, Edemissen

### Pfarrei Heilig Kreuz,Veltheim
- Hl. Kreuz, Veltheim (Ohe)
- St. Bonifatius, Weddel

### Pfarrei St. Petrus,Wolfenbüttel
- St. Petrus, Wolfenbüttel
- St. Ansgar, Wolfenbüttel
- St. Joseph, Schöppenstedt
- St. Peter und Paul, Heiningen
- Hl. Kreuz, Dorstadt

## Dekanat Bremen-Nord

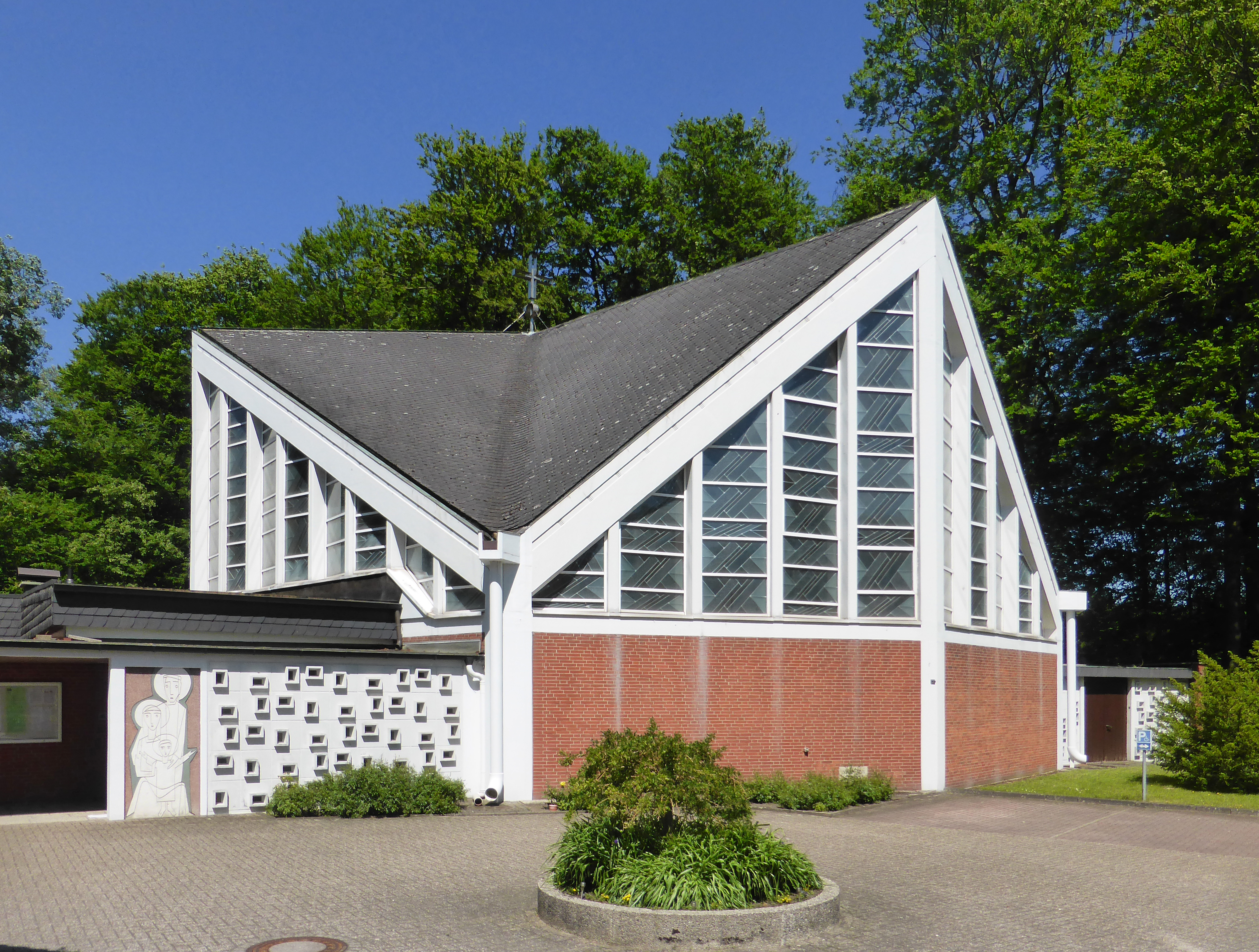
Heilige-Familie-Kirche in Osterholz-Scharmbeck

### Pfarrei St. Marien,Bremen-Blumenthal
- St. Marien, Bremen-Blumenthal
- St. Ansgar, Schwanewede

### Pfarrei Heilige Familie, Bremen-Grohn
- Hl. Familie, Bremen-Grohn

### Heilige Familie,Osterholz-Scharmbeck
- Heilige Familie, Osterholz-Scharmbeck
- St. Birgitta, Bremen-Burgdamm
- Guter Hirt, Lilienthal
- Maria Frieden, Worpswede

## Dekanat Bremerhaven

Heilig-Kreuz-Kirche in Otterndorf

### Pfarrei Heiligstes Herz Jesu,Bremerhaven-Geestemünde
- Hl. Herz Jesu, Bremerhaven-Geestemünde
- St. Johannes der Täufer, Loxstedt

### Pfarrei Heiligstes Herz Jesu, Bremerhaven-Lehe
- Hl. Herz Jesu, Bremerhaven-Lehe
- St. Benedikt, Bad Bederkesa
- Maria Unbefleckte Empfängnis, Bremerhaven-Mitte
- St. Ansgar, Bremerhaven-Leherheide

### Pfarrei St. Marien,Cuxhaven
- St. Marien, Cuxhaven
- Zwölf Apostel, Cuxhaven-Altenwalde
- Herz Jesu, Cuxhaven
- St. Pius, Cuxhaven-Sahlenburg

### Pfarrei Heilig Kreuz,Otterndorf
- Hl. Kreuz, Otterndorf

## Dekanat Celle

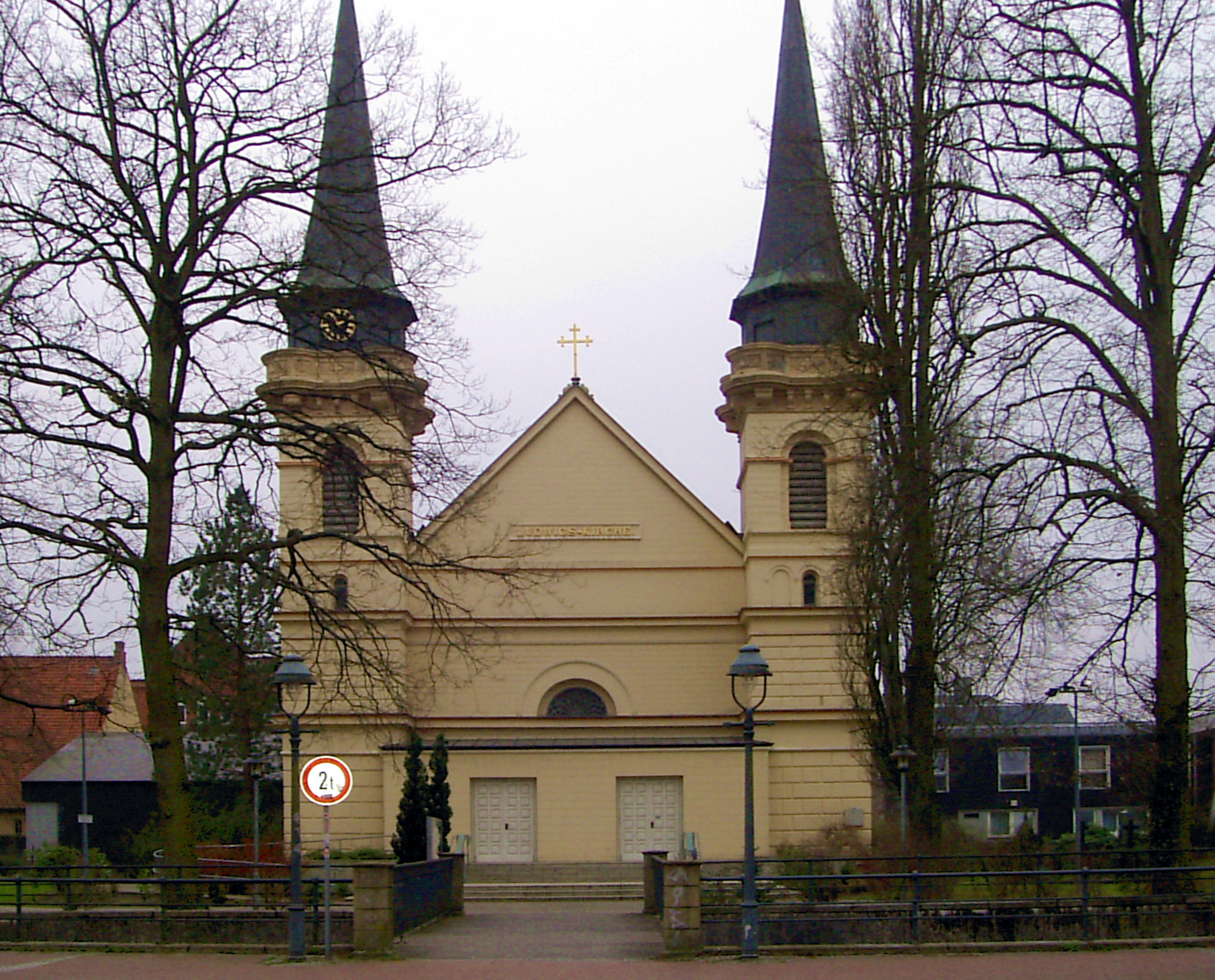
Kath. Pfarrkirche St. Ludwig in Celle

### Pfarrei St. Johannes der Täufer,Celle
- St. Johannes der Täufer, Celle-Vorwerk
- St. Paulus, Unterlüß

### Pfarrei St. Ludwig, Celle
- St. Ludwig, Celle
- St. Hedwig, Celle-Heese
- St. Barbara, Wathlingen
- St. Marien, Nienhagen
- St. Raphael, Lachendorf

### Pfarrei Sühnekirche vom Kostbaren Blut,Bergen
- Sühnekirche vom Kostbaren Blut, Bergen
- Auferstehungskirche, Hermannsburg

### Pfarrei Hl. Schutzengel,Hambühren
- Hl. Schutzengel, Hambühren
- Hl. Kreuz, Winsen (Aller)
- Maria Hilfe der Christen, Wietze

### Pfarrei St. Michael,Munster
- St. Michael, Munster
- Heilig Geist, Faßberg

### Pfarrei Maria vom heiligen Rosenkranz,Soltau
- St. Maria vom heiligen Rosenkranz, Soltau
- St. Ansgar, Schneverdingen

## Dekanat Goslar-Salzgitter

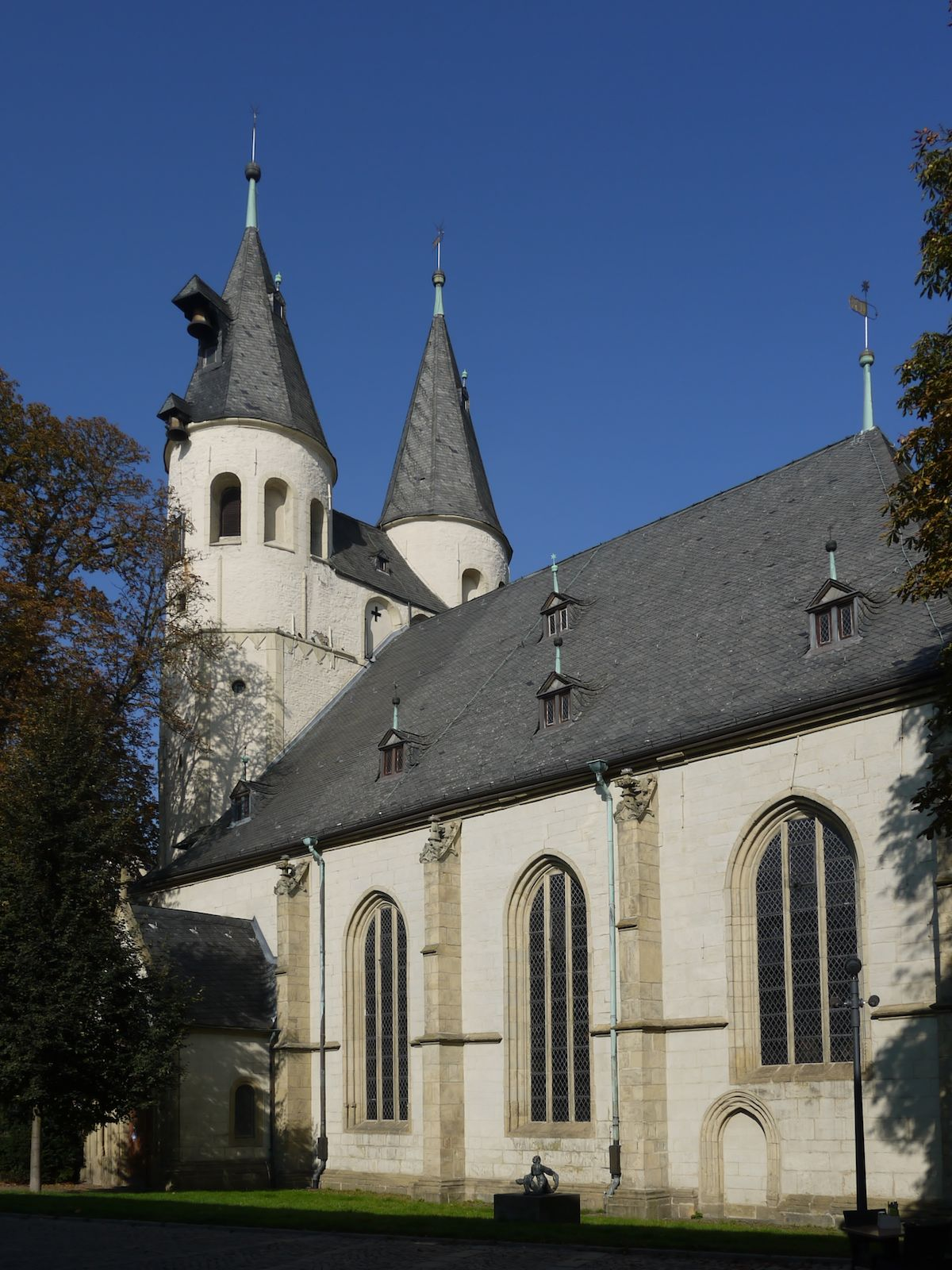
Kirche St. Jakobus der Ältere in Goslar

### Pfarrei St. Jakobus der Ältere,Goslar
- St. Jakobus der Ältere, Goslar
- St. Benno, Goslar-Jürgenohl
- St. Konrad von Parzham, Goslar-Oker
- St. Georg, Goslar-Grauhof

### Pfarrei Liebfrauen,Bad Harzburg
- Liebfrauen, Bad Harzburg
- Hl. Familie, Goslar-Vienenburg
- Mariä Himmelfahrt, Goslar-Wiedelah
- Mariä Himmelfahrt, Goslar-Wöltingerode
- St. Gregor VII., Bad Harzburg-Bündheim

### Pfarrei Mariä Verkündigung,Liebenburg
- Mariä Verkündigung, Liebenburg
- Herz Mariä, Langelsheim
- St. Clemens, Hornburg
- St. Joseph, Liebenburg-Othfresen
- St. Marien, Schladen

### Pfarrei St. Marien,Salzgitter
- St. Marien, Salzgitter-Bad
- Christ-König, Salzgitter-Bad

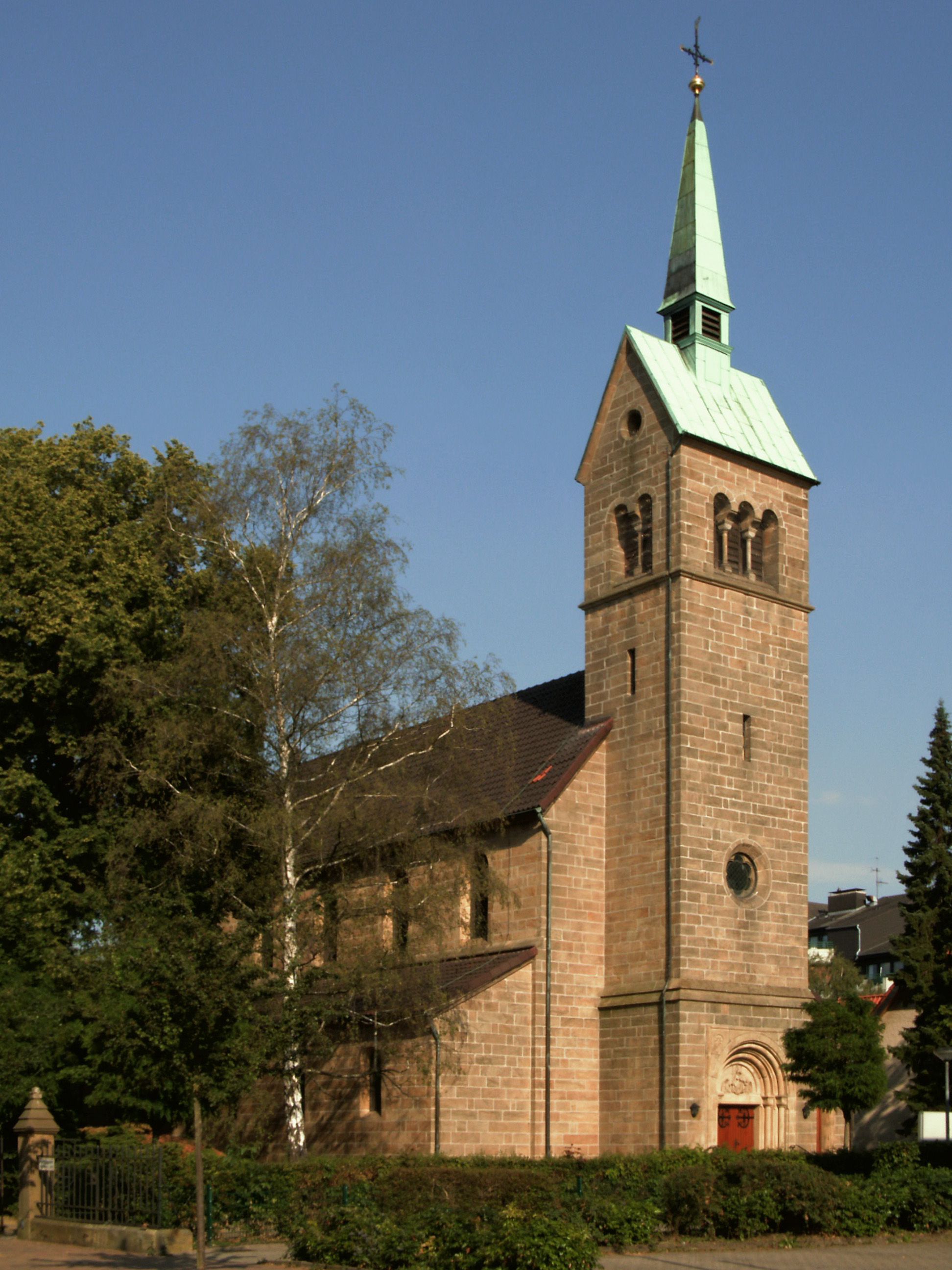
Kirche St. Marien in Salzgitter-Bad

- St. Abdon und Sennen, Salzgitter-Ringelheim
- St. Gabriel, Salzgitter-Gebhardshagen

### Pfarrei St. Joseph, Salzgitter
- St. Joseph, Salzgitter-Lebenstedt
- St. Michael, Salzgitter-Lebenstedt

### Pfarrei St. Maximilian Kolbe, Salzgitter
- St. Maximilian Kolbe, Salzgitter-Lebenstedt
- St. Johannes Bosco, Salzgitter-Lichtenberg

### Pfarrei St. Bernward, Salzgitter
- St. Bernward, Salzgitter-Thiede
- Heilig Geist, Salzgitter-Hallendorf

## Dekanat Göttingen

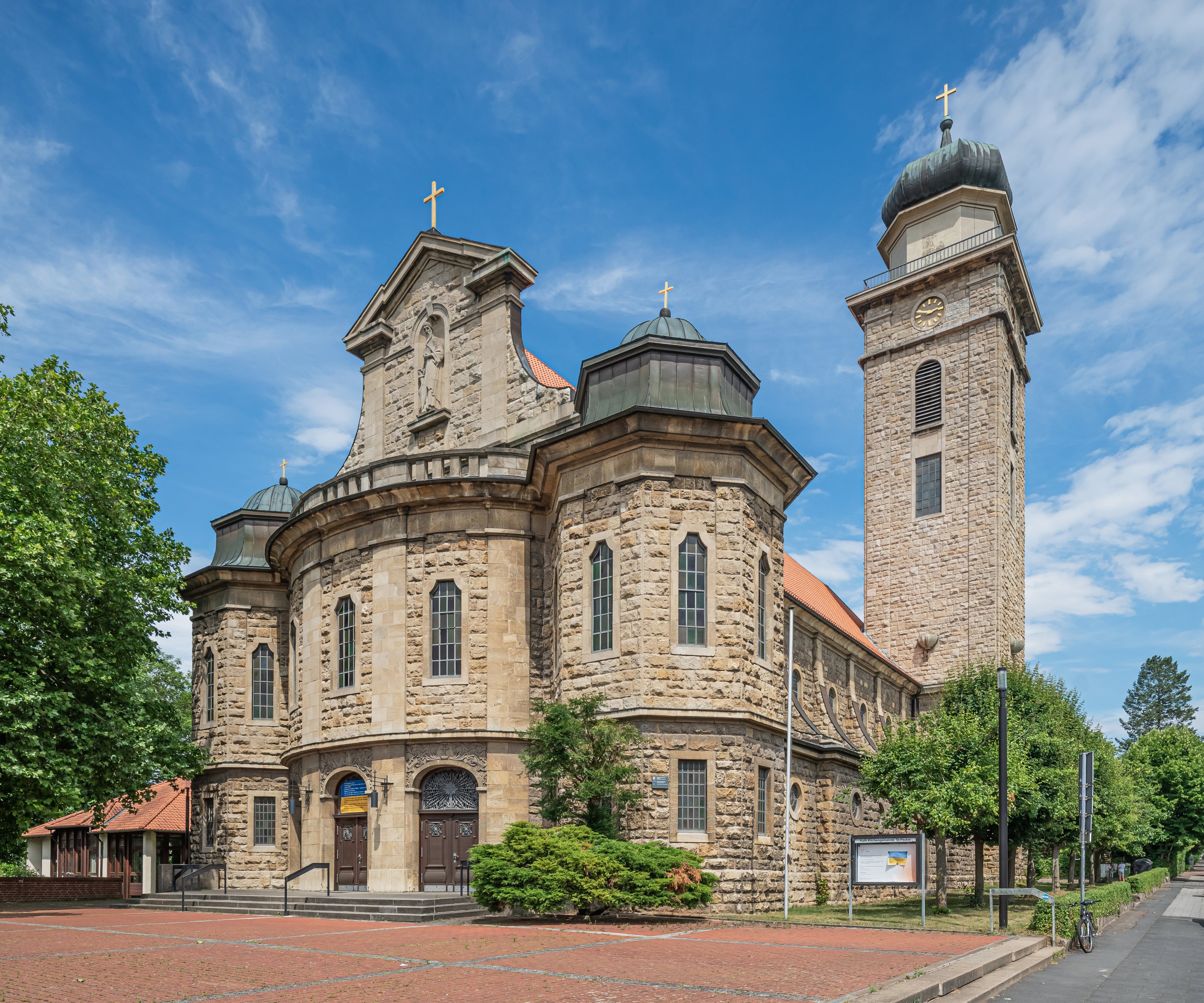
St.-Paulus-Kirche in Göttingen

### Pfarrei St. Paulus,Göttingen
- St. Paulus, Göttingen
- St. Franziskus, Bovenden
- St. Vinzenz, Göttingen-Weende

### Pfarrei St. Godehard, Göttingen
- St. Godehard, Göttingen
- St. Hedwig und Adelheid, Adelebsen
- St. Marien, Dransfeld
- St. Heinrich und Kunigunde, Göttingen-Grone

### Pfarrei St. Michael, Göttingen
- St. Michael, Göttingen

### Pfarrei Maria Frieden, Göttingen-Geismar
- Maria Königin des Friedens, Göttingen-Geismar
- St. Norbert, Friedland
- Hl. Kreuz, Gleichen-Rittmarshausen

### Pfarrei St. Elisabeth,Hann. Münden
- St. Elisabeth, Hann. Münden
- St. Judas Thaddäus, Staufenberg-Landwehrhagen

## Regionaldekanat Hannover

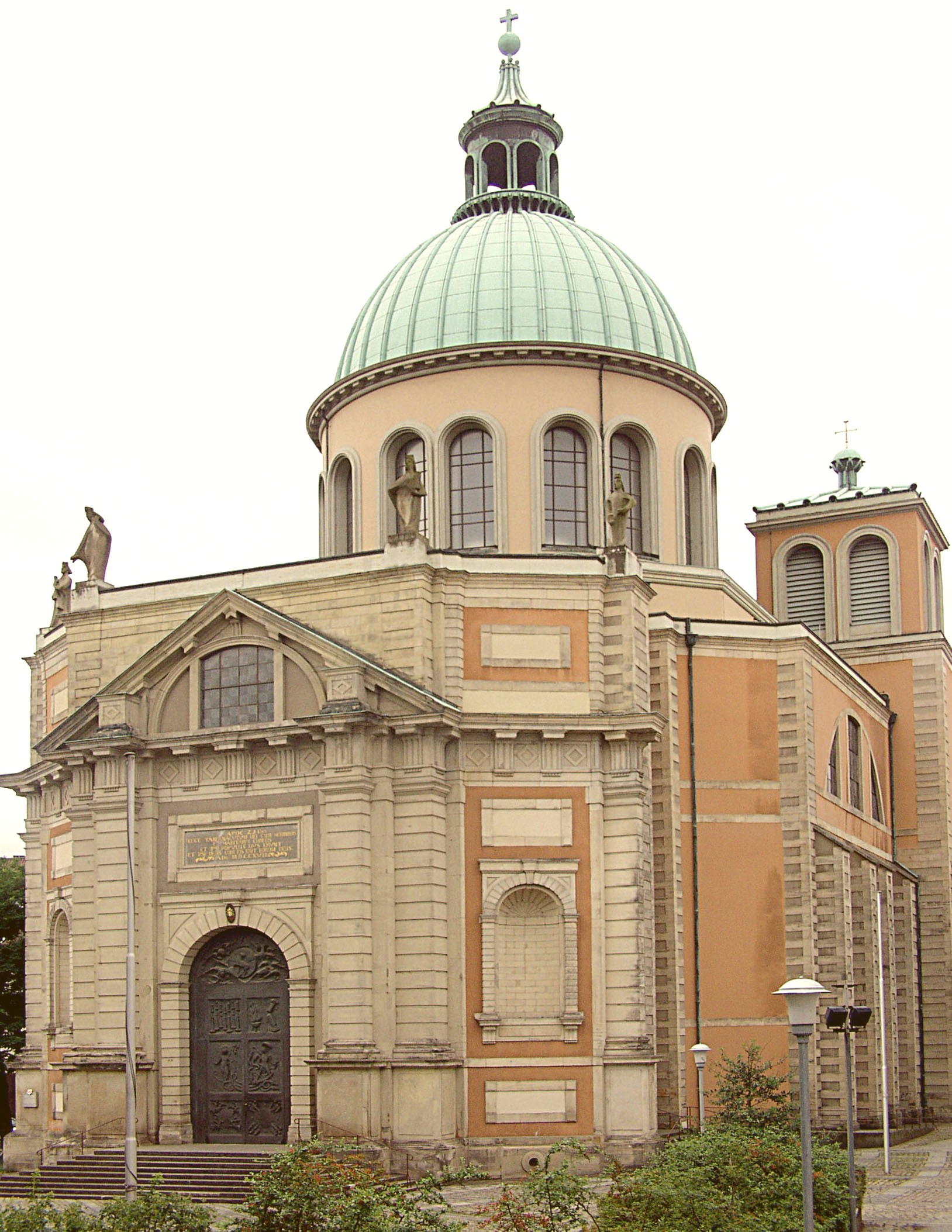
Die Basilika St. Clemens in Hannover

### Pfarrei St. Nikolaus,Burgdorf
- St. Nikolaus, Burgdorf
- St. Matthias, Uetze

### Pfarrei St. Paulus,Burgwedel
- St. Paulus, Burgwedel

### Pfarrei St. Raphael,Garbsen
- St. Raphael, Garbsen-Auf der Horst
- Corpus Christi, Garbsen-Havelse
- St. Maria Regina, Gabsen-Berenbostel

### Pfarrei St. Bonifatius,Gehrden
- St. Bonifatius, Gehrden
- St. Barbara, Barsinghausen
- St. Hubertus, Wennigsen

### Pfarrei St. Heinrich, Hannover
- St. Heinrich, Hannover-Südstadt
- St. Clemens, Basilica minor, Propsteikirche, Hannover-Mitte
- St. Elisabeth, Hannover-Zooviertel

### Pfarrei St. Joseph, Hannover
- St. Joseph, Hannover-List

### Pfarrei St. Maria, Hannover
- St. Marien, Hannover-Nordstadt
- St. Adalbert, Hannover-Herrenhausen
- St. Hedwig, Hannover-Vinnhorst

### Pfarrei Heilig Geist, Hannover
- Heilig Geist, Hannover-Bothfeld
- St. Franziskus, Hannover-Vahrenheide
- Heilig Kreuz, Isernhagen-Altwarmbüchen

### Pfarrei St. Bernward, Hannover
- St. Bernward, Hannover-Döhren
- St. Eugenius, Hannover-Mittelfeld
- St. Michael, Hannover-Wülfel

### Pfarrei Zu den Heiligen Engeln, Hannover
- Hl. Engel, Hannover-Kirchrode

### Pfarrei, St. Godehard, Hannover
- St. Godehard, Hannover-Linden
- St. Benno, Hannover-Linden
- Christ König, Hannover-Badenstedt
- Maria Trost, Hannover-Ahlem

### Pfarrei St. Maximilian Kolbe, Hannover
- Ökumenisches Kirchenzentrum Mühlenberg, Hannover-Mühlenberg
- St. Thomas Morus, Ronnenberg

### Pfarrei St. Augustinus, Hannover
- St. Augustinus, Hannover-Ricklingen
- St. Monika, Hannover-Ricklingen
- St. Johannes Bosco, Hemmingen
- St. Maria, Pattensen

### Pfarrei St. Martin, Hannover
- St. Martin, Hannover-Groß-Buchholz
- Maria Frieden, Hannover-Groß-Buchholz
- St. Anna, Hannover-Misburg-Nord
- Kolumbarium Hl. Herz Jesu, Hannover-Misburg-Süd
- St. Antonius, Hannover-Kleefeld

### Pfarrei, St. Oliver,Laatzen
- St. Oliver, Laatzen-Mitte
- St. Mathilde, Alt-Laatzen
- St. Josef, Laatzen-Gleidingen

### Pfarrei Liebfrauen,Langenhagen
- Liebfrauen, Langenhagen
- Zwölf Apostel, Langenhagen

### Pfarrei St. Bernward, Lehrte
- St. Bernward, Lehrte
- St. Theresia, Lehrte-Ahlten
- St. Maria, Sehnde
- St. Josef, Sehnde-Bolzum

### Pfarrei St. Peter und Paul,Neustadt am Rübenberge
- St. Peter und Paul, Neustadt am Rübenberge
- Herz Jesu, Neustadt am Rübenberge-Hagen
- St. Johannes Apostel, Poggenhagen

### Pfarrei St. Bernward,Nienburg/Weser
- St. Bernward, Nienburg/Weser

### Pfarrei Heilige Dreifaltigkeit,Seelze
- Hl. Dreifaltigkeit, Seelze
- Maria Rosenkranz, Seelze-Letter

### Pfarrei Christ König,Springe
- Christ König, Springe
- Maria von der Immerwährenden Hilfe, Springe-Bennigsen
- Allerheiligen, Springe-Stadt Eldagsen

### Pfarrei St. Maria Immaculata,Wedemark
- St. Maria Immaculata, Wedemark-Mellendorf
- Heilig Geist, Schwarmstedt

### Pfarrei St. Bonifatius, Wunstorf
- St. Bonifatius, Wunstorf
- St. Hedwig, Wunstorf-Steinhude
- St. Konrad von Parzham, Wunstorf-Bokeloh
- St. Marien, Rehburg-Loccum

## Stadtdekanat Hildesheim

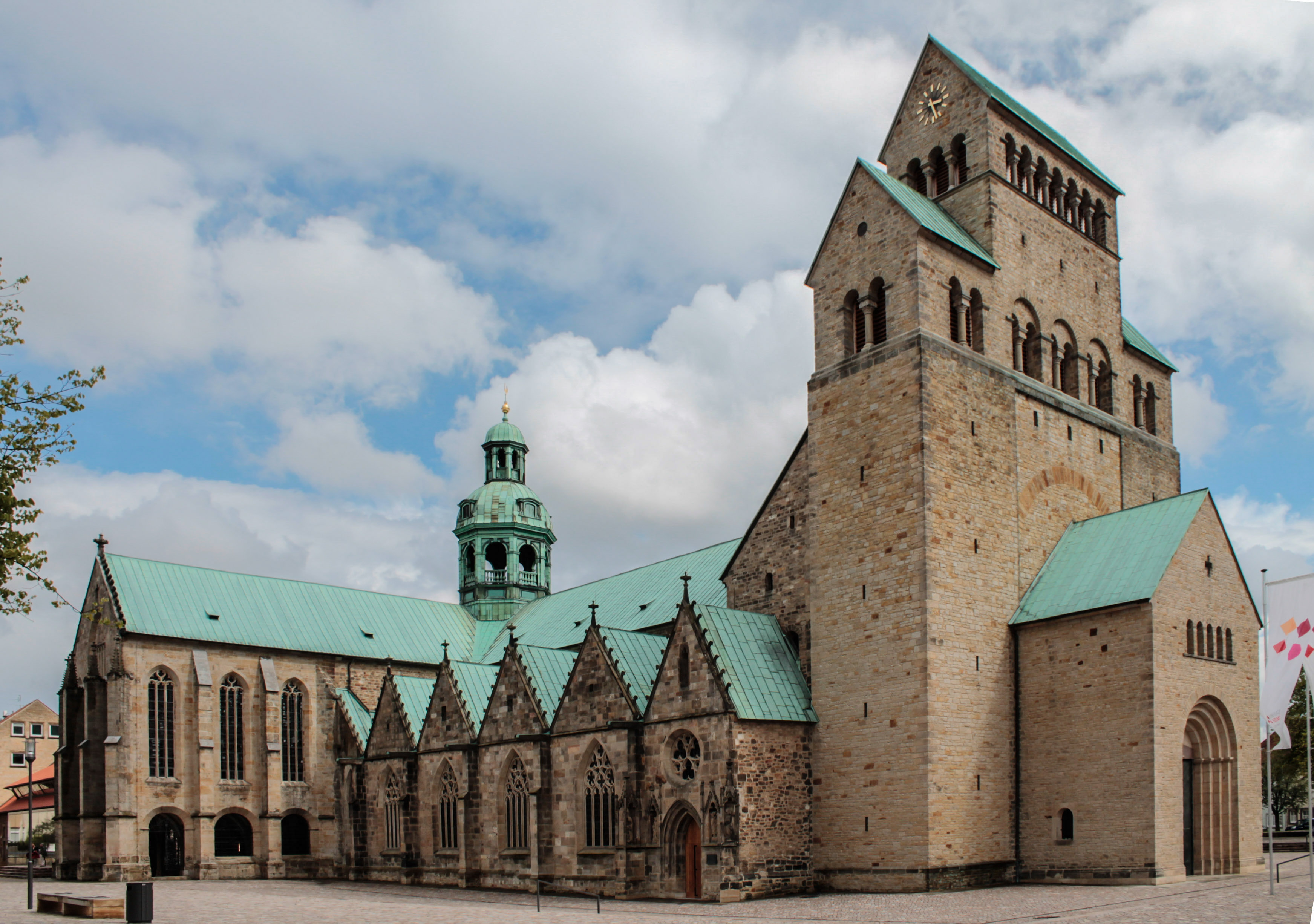
Der Mariendom in Hildesheim

### Pfarrei St. Martinus, Katholische Kirche im Güldenen Winkel,Hildesheim
- St. Martinus, Hildesheim-Himmelsthür
- St. Martinus, Giesen-Emmerke
- St. Kunibert, Hildesheim-Sorsum
- Antoniuskapelle, Hildesheim-Sorsum
- Heilige Familie, Nordstemmen-Klein Escherde

### Pfarrei St. Mauritius, Hildesheim
- St. Mauritius, Hildesheim
- St. Nikolaus, Barienrode
- St. Altfrid, Ochtersum
- Heilig-Geist-Kapelle der Ukrainer
- Mariä Heimsuchung, Neuhof
- St. Michael, Hildesheim-Marienrode

### Pfarrei Liebfrauen,Hildesheim
- Liebfrauen, Hildesheim
- St. Georg, Hildesheim-Itzum
- St. Joseph, Hildesheim

### Pfarrei St. Godehard, Hildesheim
- Basilika St. Godehard, Hildesheim
- St. Elisabeth, Hildesheim
- Heilig Kreuz, Hildesheim
- Hildesheimer Dom, Hildesheim
- St. Magdalenen, Hildesheim
- St. Michaelis (Krypta), Hildesheim

### Pfarrei Mariä Lichtmess,Hildesheim
- Mariä Lichtmess, Hildesheim-Drispenstedt
- Guter Hirt, Hildesheim-Oststadt
- St. Johannes Evangelist, Hildesheim-Nordstadt
- St. Nikolaus, Hildesheim-Alt Drispenstedt
- Magdalenkapelle, Hildesheim-Steuerwald

## Dekanat Lüneburg

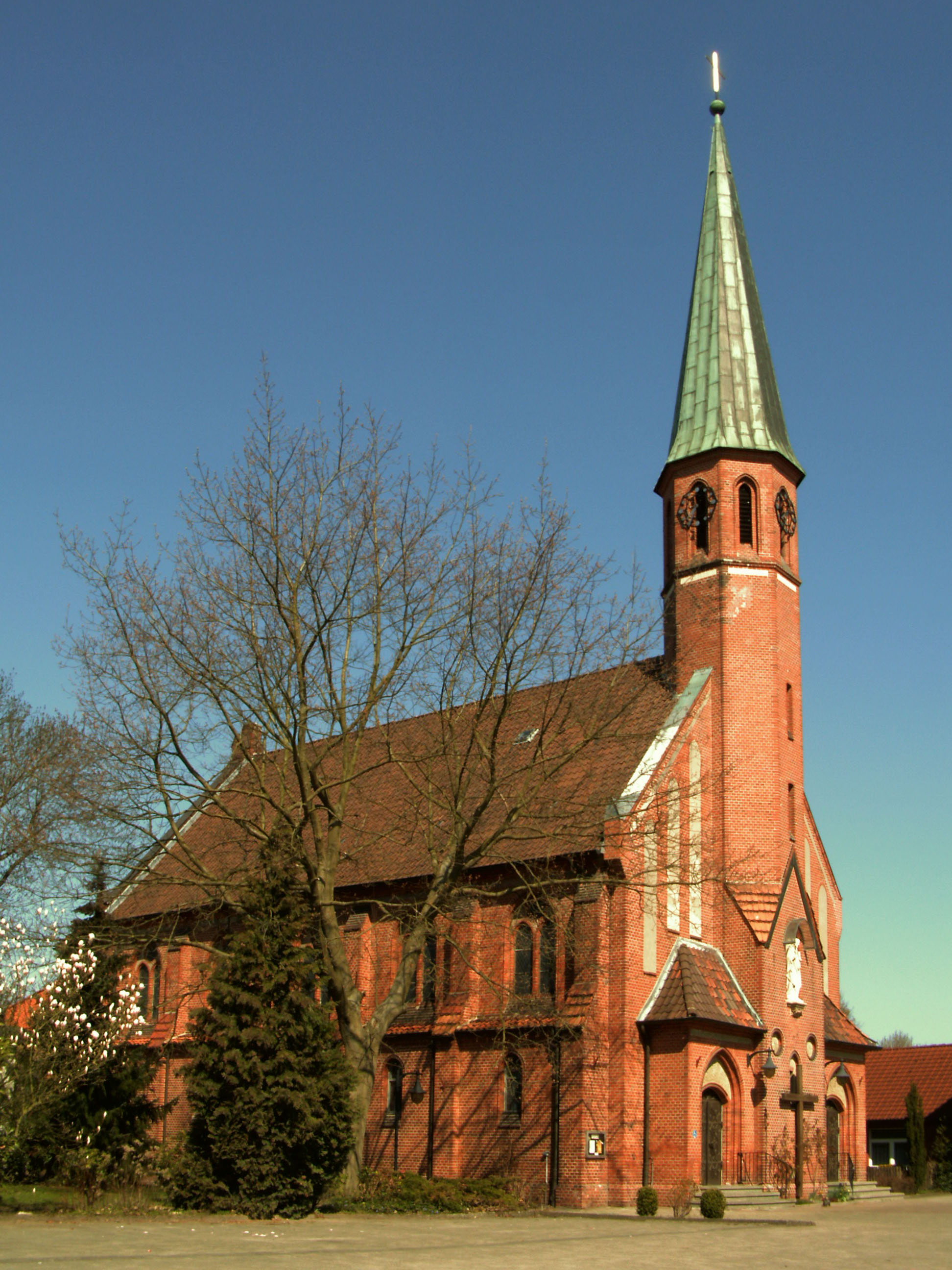
Kirche Zum Göttlichen Erlöser in Uelzen

### Pfarrei St. Maria Königin vom hl. Rosenkranz,Bleckede
- St. Maria Königin vom hl. Rosenkranz, Bleckede

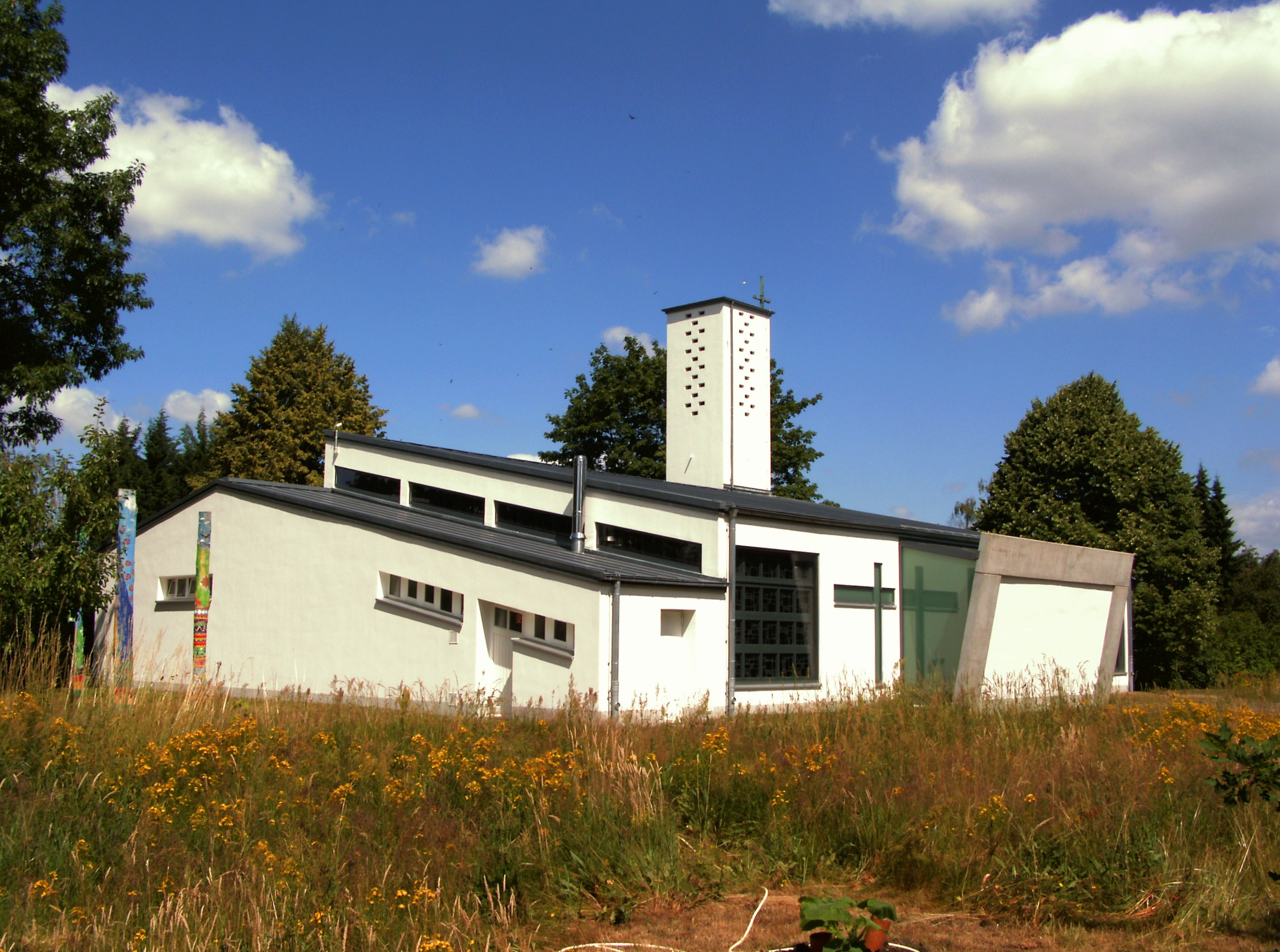
Kirche St. Maria Königin vom hl. Rosenkranz in Bleckede

- St. Michael, Dahlenburg
- Mariä Himmelfahrt, Amt Neuhaus

### Pfarrei St. Marien,Lüneburg
- St. Marien, Lüneburg
- St. Stephanus, Lüneburg-Kaltenmoor
- Christ-König, Adendorf
- St. Godehard, Amelinghausen

### Pfarrei St. Agnes,Lüchow
- St. Agnes, Lüchow
- St. Peter und Paul, Dannenberg (Elbe)

### Pfarrei Zum Göttlichen Erlöser,Uelzen
- Zum Göttlichen Erlöser, Uelzen
- St. Joseph, Bad Bevensen
- St. Bonifatius, Bad Bodenteich
- Mariä Heimsuchung, Ebstorf

## Dekanat Nörten-Osterode

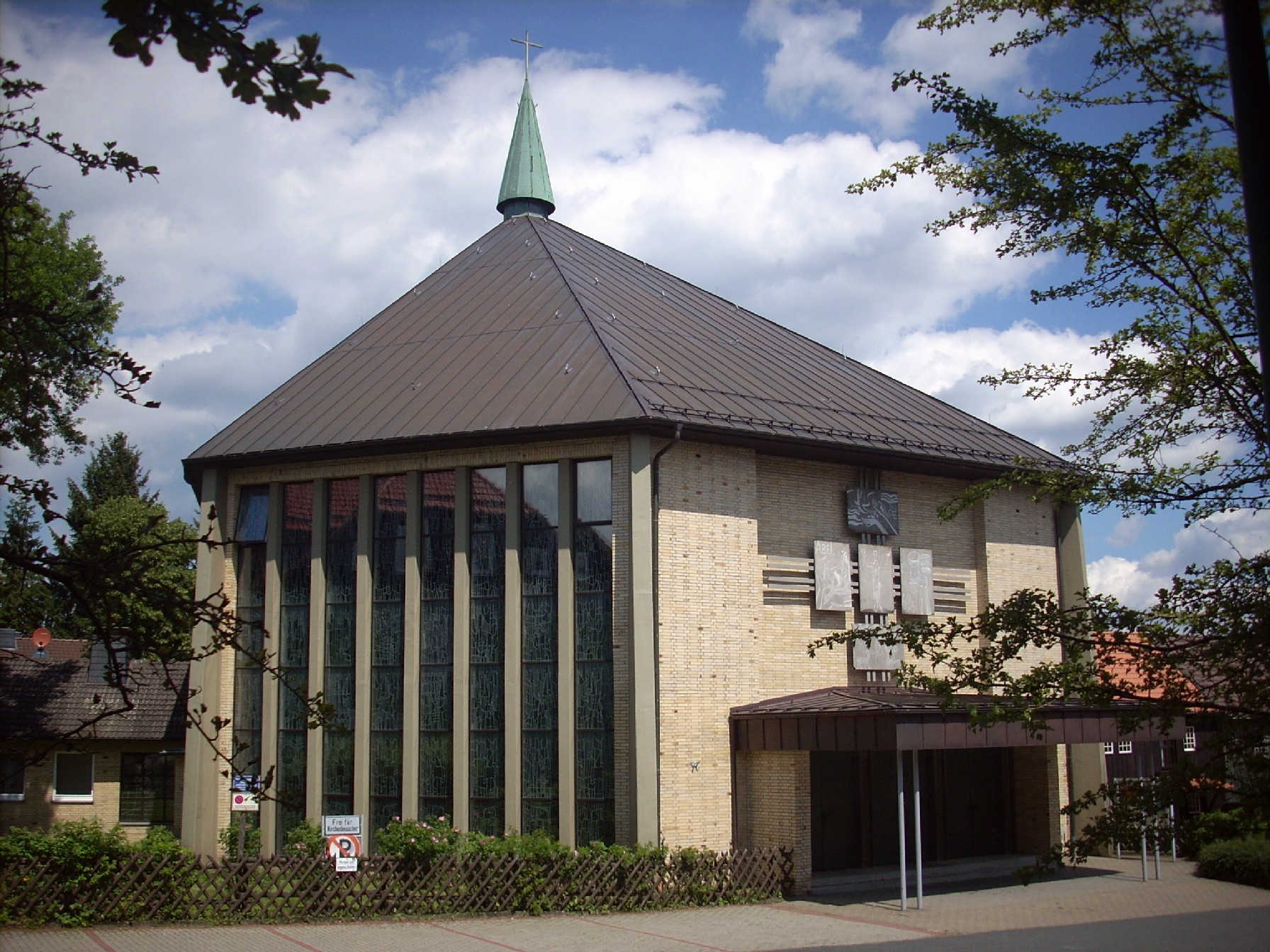
St. Nikolaus-Kirche in Clausthal-Zellerfeld

### Pfarrei St. Nikolaus,Clausthal-Zellerfeld
- St. Nikolaus, Clausthal-Zellerfeld
- Maria Schnee, Goslar-Hahnenklee

### Pfarrei St. Josef,Einbeck
- St. Josef, Einbeck
- St. Michael, Dassel

### Pfarrei St. Josef,Herzberg
- St. Josef, Herzberg
- St. Hildegard, Hattorf am Harz

### Pfarrei St. Benno,Bad Lauterberg
- St. Benno, Bad Lauterberg
- Hl. Familie, Braunlage
- St. Josef, Bad Sachsa
- Hl. Kreuz, Walkenried

### Pfarrei St. Martin,Nörten-Hardenberg
- St. Martin, Nörten-Hardenberg
- St. Marien, Hardegsen

### Pfarrei Mariä Heimsuchung,Northeim
- Mariä Heimsuchung, Northeim
- St. Ulrich, Moringen

### Pfarrei St. Johannes Baptist,Osterode am Harz
- St. Johannes der Täufer, Osterode am Harz

### Pfarrei St. Konrad von Parzham,Uslar
- St. Konrad von Parzham, Uslar
- St. Joseph, Uslar-Volpriehausen

## Dekanat Untereichsfeld

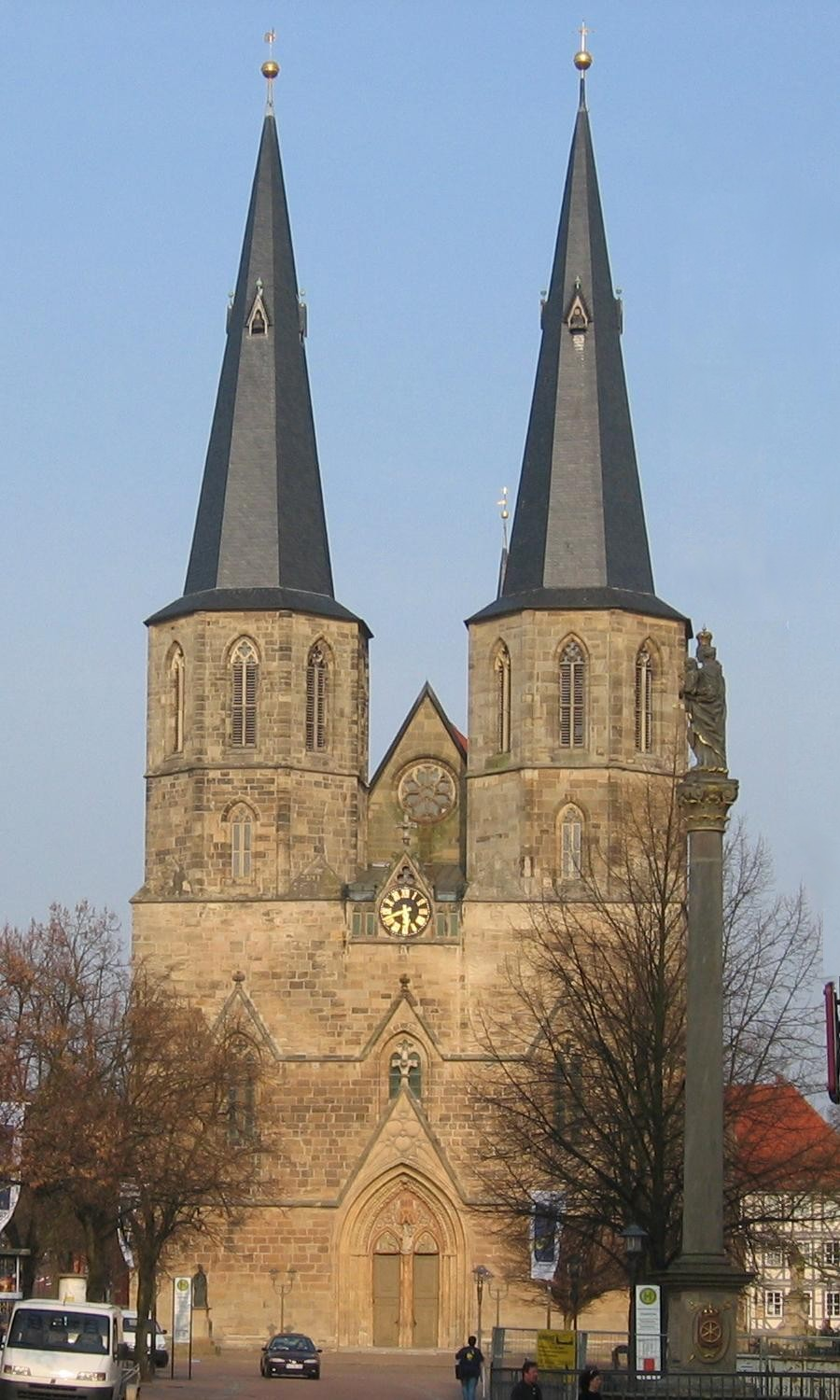
Basilika St. Cyriakus in Duderstadt

### Pfarrei St. Kosmas und Damian,Bilshausen
- St. Kosmas und Damian, Bilshausen
- St. Peter und Paul, Lindau
- St. Alexander und Brüder, Krebeck
- Mariä Geburt, Krebeck-Renshausen

### Pfarrei St. Cyriakus,Duderstadt
- Basilika St. Cyriakus, Duderstadt
- Liebfrauen, Duderstadt
- St. Martin (Kapelle), Duderstadt
- Mariä Verkündigung, Duderstadt-Breitenberg
- St. Maria Geburt, Duderstadt-Gerblingerode
- St. Andreas, Duderstadt-Mingerode
- St. Nikolaus, Duderstadt-Tiftlingerode
- St. Johannes Baptist, Duderstadt-Westerode

### Pfarrei St. Georg, Duderstadt-Nesselröden
- St. Georg, Duderstadt-Nesselröden
- St. Mauritius, Duderstadt-Desingerode
- St. Georg, Duderstadt-Esplingerode
- St. Johannes Baptist, Duderstadt-Immingerode
- St. Urban, Duderstadt-Werxhausen

### Pfarrei St. Laurentius,Gieboldehausen
- St. Laurentius, Gieboldehausen
- St. Matthäus, Bodensee
- St. Georg, Wollbrandshausen
- Wallfahrtskapelle Hl. 14 Nothelfer, Wollbrandshausen-Höherberg

### Pfarrei St. Sebastian,Rhumspringe
- St. Sebastian, Rhumspringe
- St. Georg, Duderstadt-Brochthausen
- St. Pankratius, Duderstadt-Fuhrbach
- St. Johannes Baptist, Duderstadt-Hilkerode
- St. Laurentius, Duderstadt-Langenhagen
- St. Andreas, Rüdershausen

### Pfarrei St. Johannes Baptist,Seulingen
- St. Johannes Baptist, Seulingen
- St. Blasius, Obernfeld
- St. Margareta, Rollshausen
- Mariä Verkündigung, Rollshausen-Germershausen
- St. Martinus, Seeburg
- St. Peter und Paul, Seeburg-Bernshausen

## Dekanat Unterelbe

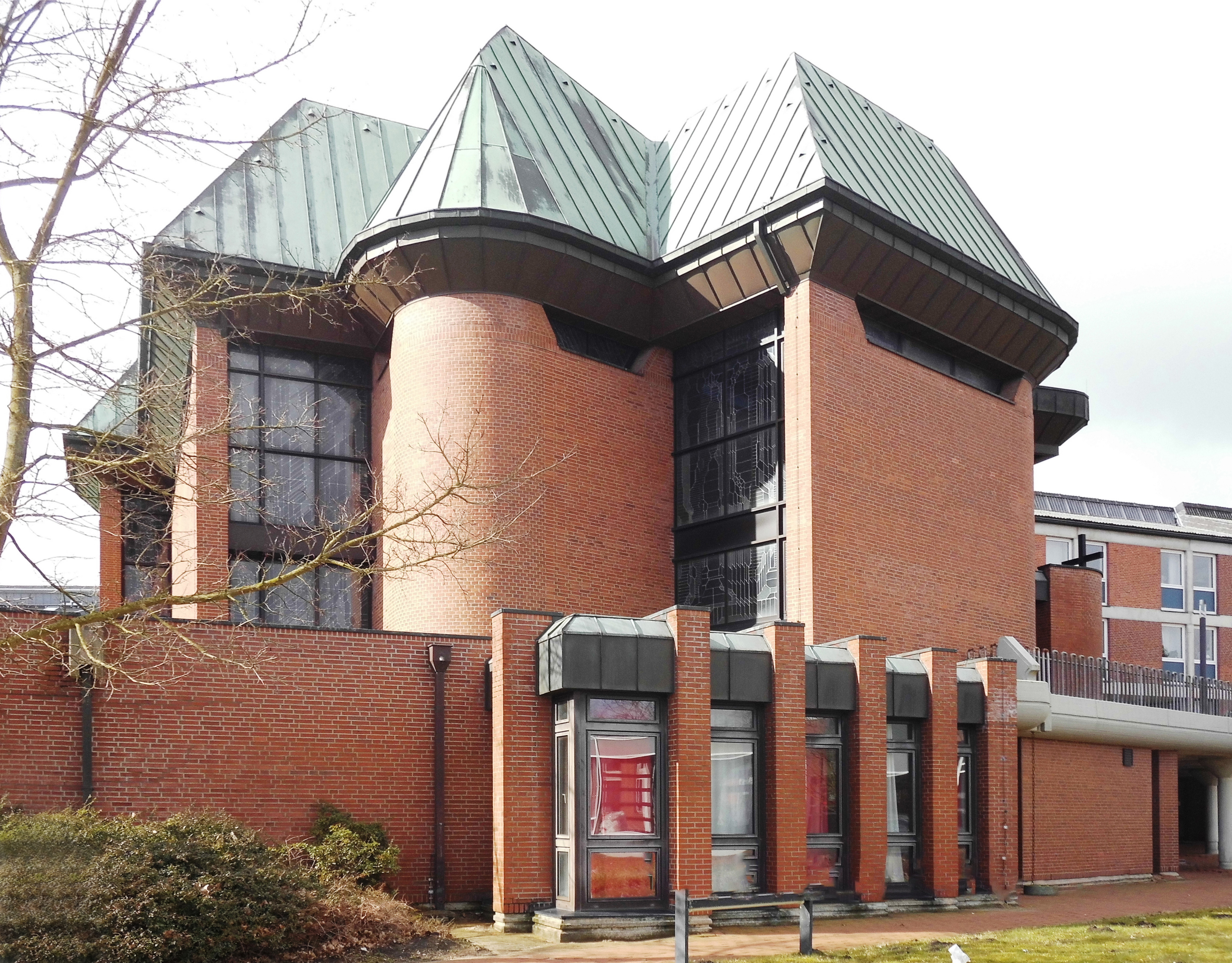
Kath. Kirche St. Josef Stade

### Pfarrei St. Petrus,Buchholz in der Nordheide
- St. Petrus, Buchholz in der Nordheide
- St. Maria Assumpta, Egestorf
- Hl. Herz Jesu, Tostedt

### Pfarrei Mariä Himmelfahrt,Buxtehude
- Mariä Himmelfahrt, Buxtehude
- St. Michael, Harsefeld
- St. Josef, Neu Wulmstorf

### Pfarrei Heilig Geist,Stade
- Heilig Geist, Stade
- St. Josef, Stade
- St. Michael, Bremervörde
- St. Ansgar, Hemmoor-Warstade
- St. Nikolaus, Hechthausen

### Pfarrei Guter Hirt,Winsen (Luhe)
- Guter Hirt, Winsen (Luhe)
- St. Altfrid, Seevetal-Meckelfeld
- St. Ansgar, Seevetal-Hittfeld

## Dekanat Verden

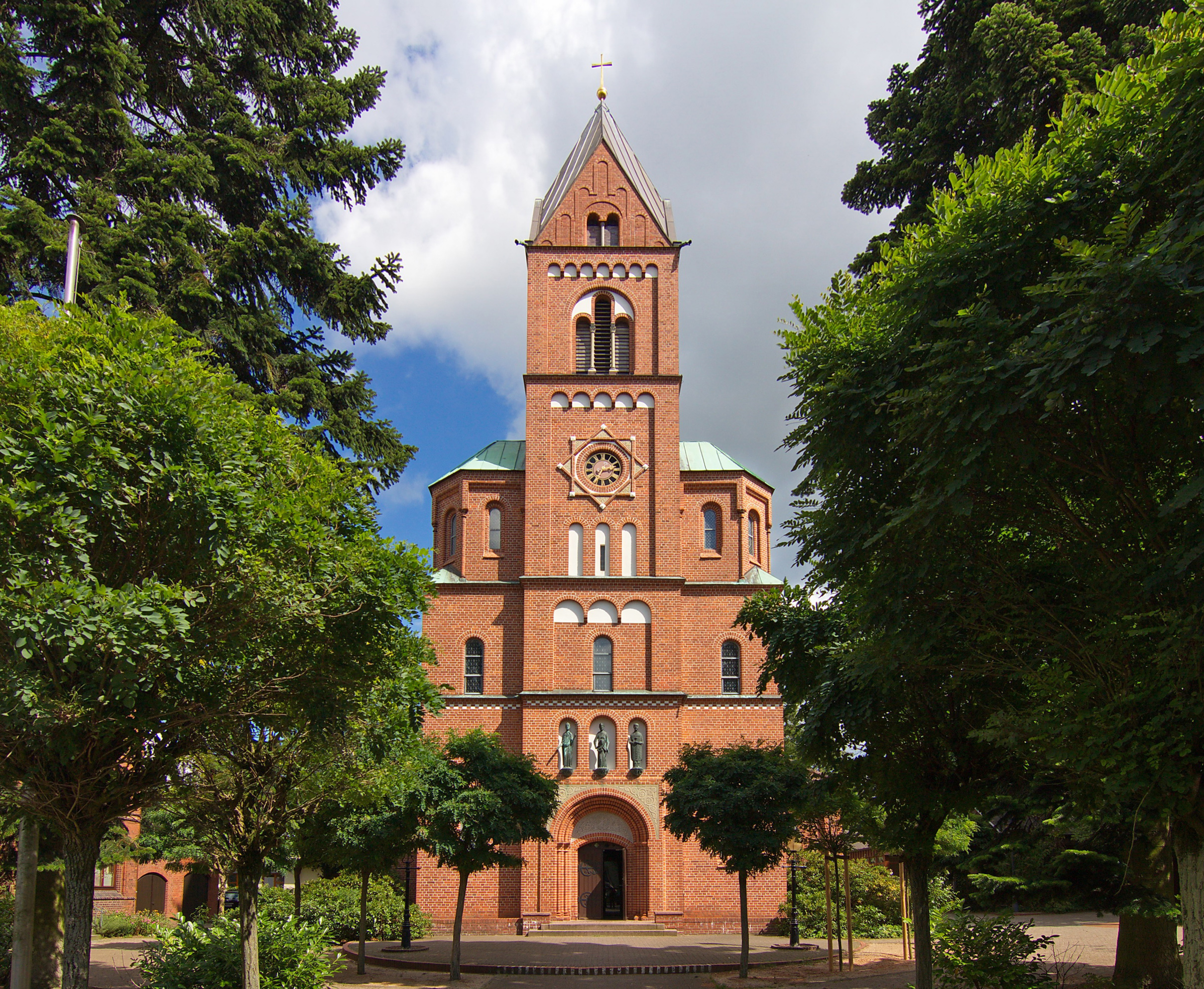
Propsteikirche St. Josef in Verden (Aller)

### Pfarrei St. Matthias,Achim
- St. Matthias, Achim
- St. Paulus, Oyten

### Pfarrei Corpus Christi,Rotenburg (Wümme)
- Corpus-Christi-Kirche, Rotenburg (Wümme)
- Christ König, Zeven

### Pfarrei St. Josef,Verden (Aller)
- Propsteikirche St. Josef, Verden (Aller)

### Pfarrei St. Maria,Walsrode
- St. Maria vom heiligen Rosenkranz, Walsrode
- St. Maria, Bad Fallingbostel
- Heilig-Geist-Kirche, Walsrode-Benefeld
- Herz-Jesu-Kirche, Visselhövede

## Dekanat Weserbergland

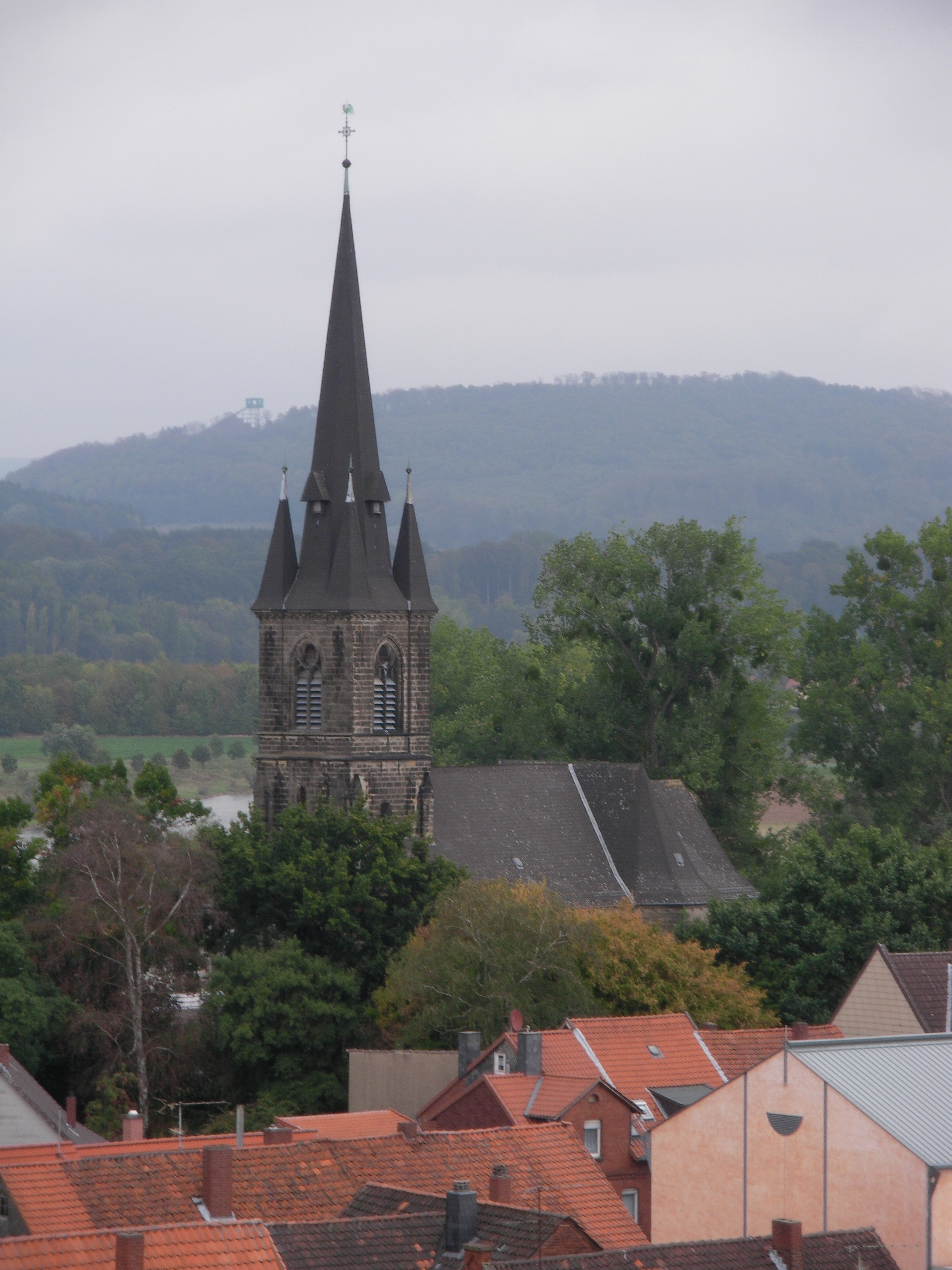
St. Sturmius in Rinteln

### Pfarrei St. Johannes der Täufer,Bad Münder
- St. Johannes der Täufer, Bad Münder

### Pfarrei Maria vom heiligen Rosenkranz,Bad Nenndorf
- Maria vom heiligen Rosenkranz, Bad Nenndorf
- Mariä Himmelfahrt, Rodenberg
- St. Markus, Lauenau
- St. Petrus Canisius, Hohnhorst

### Pfarrei St. Maria Königin,Bodenwerder
- St. Maria Königin, Bodenwerder
- Hl. Familie, Eschershausen
- Hl. Herz Jesu, Stadtoldendorf

### Pfarrei St. Liborius,Boffzen
- St. Liborius, Boffzen
- St. Liborius, Lauenförde

### Pfarrei St. Marien Immaculata Conceptio,Bückeburg
- St. Marien Immaculata, Bückeburg
- St. Josef, Obernkirchen
- St. Katharina, Auetal-Rehren

### Pfarrei St. Augustinus,Hameln
- St. Augustinus, Hameln
- Hl. Familie, Emmerthal-Kirchohsen

### Pfarrei St. Elisabeth, Hameln

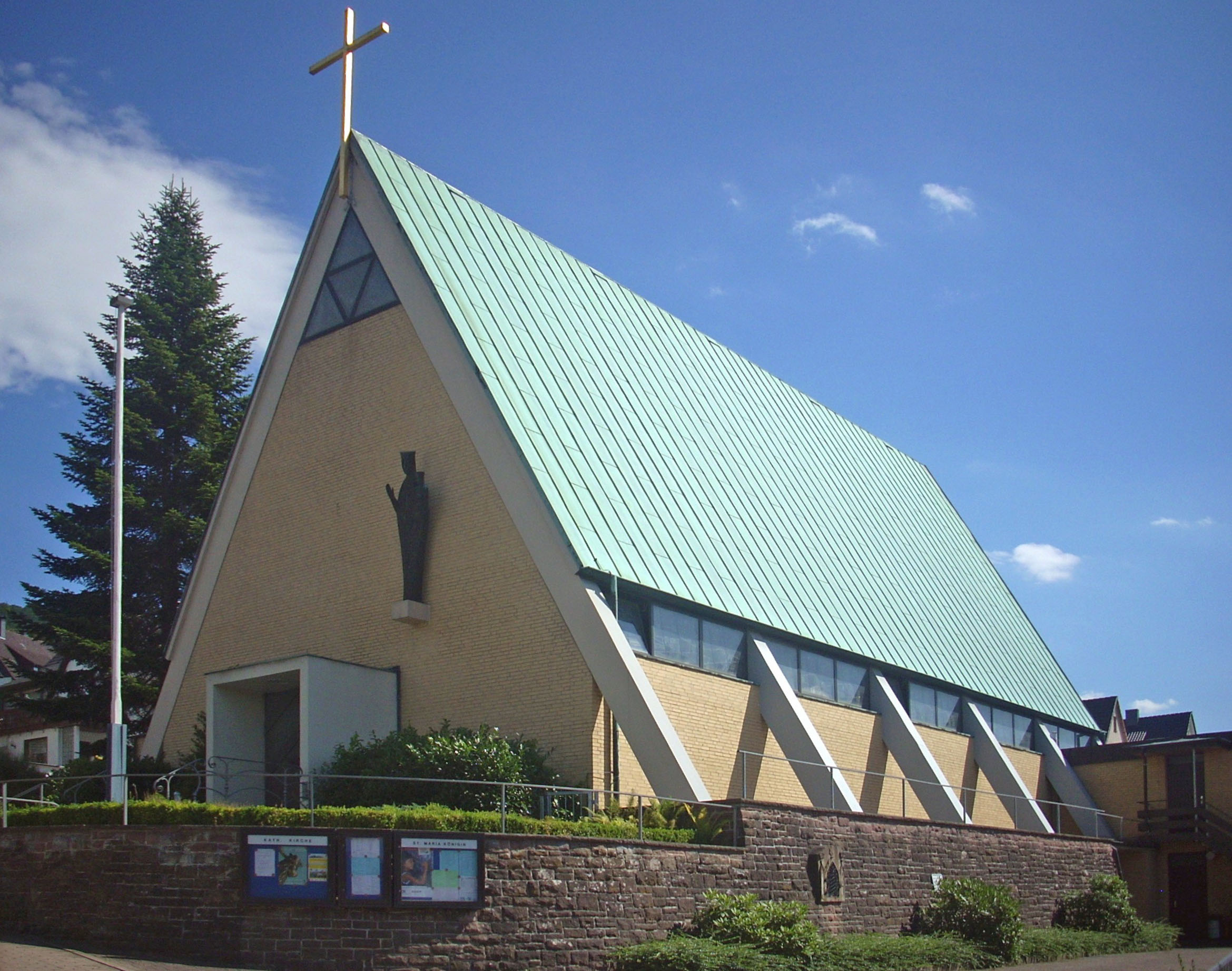
Maria Königin-Kirche in Bodenwerder

- St. Elisabeth, Hameln
- St. Vizelin, Hameln-Klein Berkel
- St. Bonifatius, Aerzen

### Pfarrei St. Josef,Holzminden
- St. Josef, Holzminden
- St. Hedwig, Bevern
- St. Benedikt, Neuhaus im Solling
- St. Joseph, Polle

### Pfarrei St. Sturmius,Rinteln
- St. Sturmius, Rinteln
- St. Bonifatius, Hessisch Oldendorf
- St. Maria, Hessisch Oldendorf-Hemeringen

### Pfarrei St. Joseph,Stadthagen
- St. Joseph, Stadthagen
- St. Barbara, Lindhorst
- Hl. Herz Jesu, Sachsenhagen

## Dekanat Wolfsburg-Helmstedt

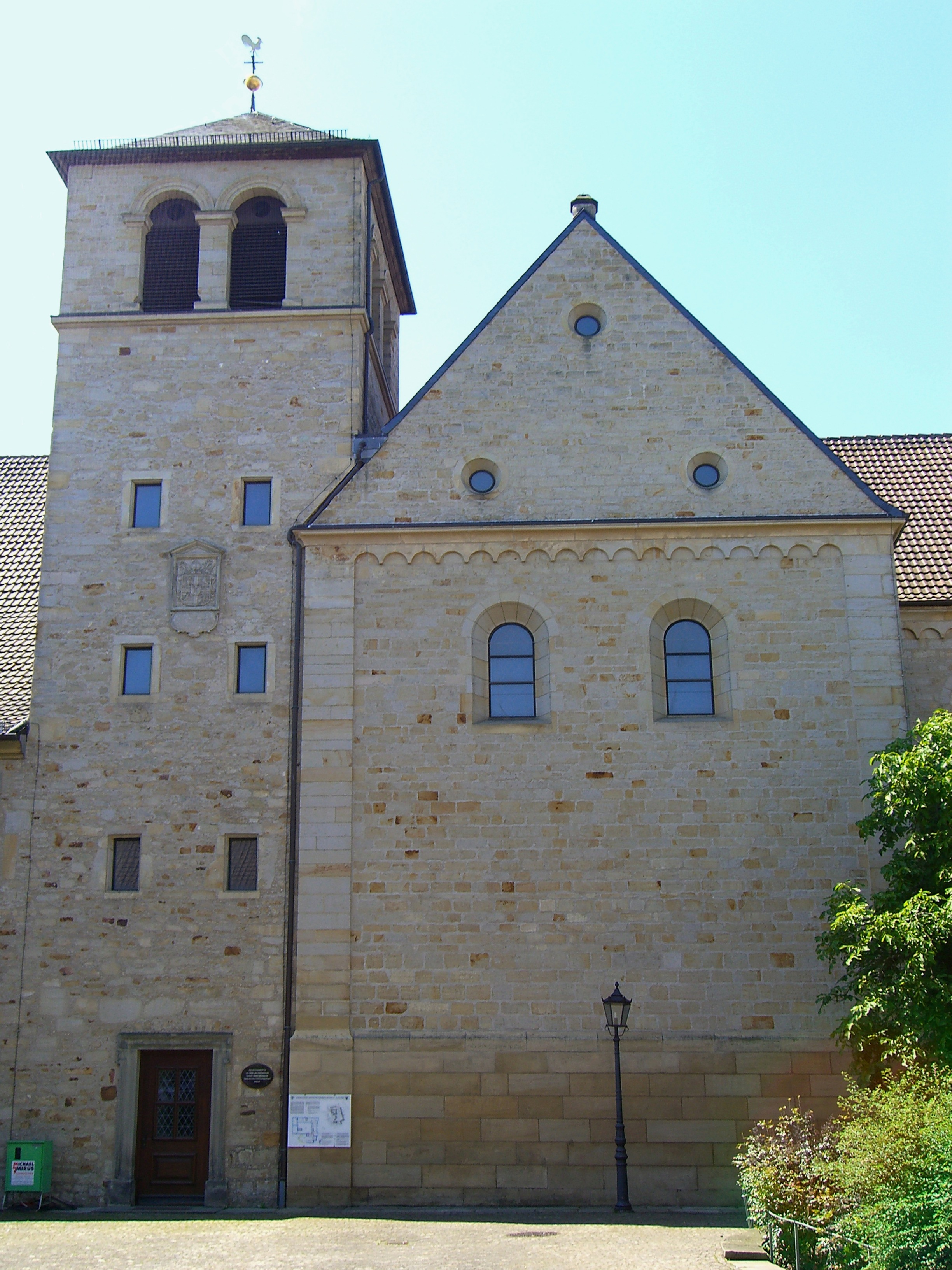
St. Ludgeri in Helmstedt

### Pfarrei St. Altfrid,Gifhorn
- St. Altfrid, Gifhorn
- St. Bernward, Gifhorn
- St. Andreas, Meine

### Pfarrei St. Ludgeri,Helmstedt
- St. Ludgeri, Helmstedt
- St. Norbert, Grasleben
- St. Mariä Himmelfahrt, Königslutter
- St. Bonifatius, Süpplingen
- St. Joseph, Wolsdorf

### Pfarrei Maria Hilfe der Christen,Schöningen
- Maria Hilfe der Christen, Schöningen
- Maria von der Immerwährenden Hilfe, Jerxheim

### Pfarrei Maria Königin,Wittingen
- Maria Königin, Wittingen
- Mariä Himmelfahrt, Wesendorf

### Pfarrei St. Christophorus, Wolfsburg
- St. Christophorus, Wolfsburg-Schillerteich
- St. Bernward, Alt-Wolfsburg
- St. Raphael, Wolfsburg-Detmerode

### Pfarrei Mutterschaft Mariens, Wolfsburg
- Mutterschaft Mariens, Wolfsburg-Fallersleben

### Pfarrei St. Michael, Wolfsburg
- St. Michael, Wolfsburg-Vorsfelde
- St. Raphael, Parsau
- Unbefleckte Empfängnis Mariä, Velpke